# Tamm Ha Tamm
Le Tamm Ha Tamm est une réplique du misainier à tapecul bigouden Labous Mor (construit en 1947 au chantier Le Bleiz de Pont l'Abbé), sorti du chantier Le Vivier à Lesconil en 2014.
Son immatriculation est : GV F17812, (quartier maritime de Le Guilvinec). Son port d'attache est Lesconil.
Il a obtenu le label BIP (Bateau d'Intérêt Patrimonial)  en 2015.

## Histoire
C'est une réplique de caseyeur qui a été construit au chantier Le Vivier au port de Lesconil. C'est un canot creux qui est ponté au deux tiers avant et qui contient deux couchettes, avec une chambre arrière pour le matériel.

## Caractéristiques techniques
Le mât de misaine reçoit une voile de 39 m², avec un foc de 7 m² sous bout dehors ; le mât de tape-cul reçoit une voile de 15 m².